# 傅寵
傅寵（1538年—？），字君錫，號名巖，四川重慶府巴縣人，民籍，明朝政治人物。

## 生平
嘉靖四十三年（1564年）甲子科四川鄉試第四十五名舉人，四十四年（1565年）中式乙丑科會試第二百九十七名，三甲第一百四十三名進士。工部觀政，授盩厔縣知縣，隆慶二年（1568年）九月選南京廣東道監察御史，四年十二月降臨清州判官，五年十月升永豐縣知縣，萬曆元年（1573年）五月升戶部主事，二年六月升戶部郎中，永平管糧，五年十月差滿回部，六年正月改補兵部郎中，七年八月升紹興府知府，十一年二月升雲南按察司副使、兵備金騰，十二年九月以雲南屢敗莽酋斬獲功，升雲南按察使，照舊管事，丁憂歸。十三年十一月地方失事，降一級用，十八年二月革職為民。卒後入祀鄉賢。

## 家族
曾祖傅大興；祖父傅仲冠；父傅顯邦。前母尹氏；母朱氏。具慶下。兄傅宗舜，弟傅宣、傅賓、傅寅、傅寯。